# Dimitrios Papadopoulos
Dimitris Papadopoulos (řecky Δημήτρης Παπαδόπουλος; * 20. říjen 1980, Gagarin) je řecký fotbalista narozený na území bývalého SSSR, dnes Uzbekistánu. Nastupuje většinou na postu útočníka.
S řeckou reprezentací vyhrál mistrovství Evropy roku 2004. Zúčastnil se i olympijských her v Athénách roku 2004. V národním mužstvu nastupuje od roku 2002, ke 4. únoru 2015 odehrál 22 zápasů, v nichž vstřelil 2 góly.
S Panathinaikosem Athény se stal mistrem Řecka (2003/04) a získal řecký fotbalový pohár (2003/04). S Dinamem Záhřeb má titul chorvatský (2009/10).
Dočkal se i individuálních ocenění, dvakrát byl vyhlášen nejlepším hráčem řecké ligy (2003/04, 2012/13).